# 1954 في رومانيا
فيما يلي قوائم الأحداث التي وقعت خلال عام 1954 في رومانيا.

## رياضة
- 1 يناير – دوري الدرجة الأولى الروماني 1954 الفائز يو تي أي أراد.

## مواليد

### يناير
- 1 يناير – بيني برونر
- 15 يناير – أتيلا إف. بيلاش
- 22 يناير – ميرسيا سيمون ملاكم روماني.[1]

### فبراير
- 6 فبراير – كوستيكا دافينو ملاكم روماني.

### مارس
- 28 مارس – أدريان سيفيرين سياسي روماني.[2]

### مايو
- 10 مايو – ميهاي ستويكيتا لاعب كرة قدم.[3]

### يونيو
- 19 يونيو – دان غولدستاين

### يوليو
- 23 يوليو – نيكولاي نغريلا لاعب كرة قدم روماني.[4]

### سبتمبر
- 3 سبتمبر – إيوان مولدوفان لاعب كرة قدم.[5]

### ديسمبر
- 10 ديسمبر – فلورينتين إسمرنديجي رياضياتي أمريكي.[6]
- 17 ديسمبر – إيلينا أفرام[7]

## وفيات

### يوليو
- 6 يوليو – غبرييل باسكال (مواليد 1894)[8]
- 19 يوليو – كونستانتين أنتونياده (مواليد 1880)[9]

### أغسطس
- 9 أغسطس – ليو كاتس (مواليد 1892) كاتب نمساوي.
- 15 أغسطس – أليكساندرو توما (مواليد 1875) كاتب روماني.
- 28 أغسطس – إرنست ستيرن (مواليد 1876)[10]

### ديسمبر
- 3 ديسمبر – ماريا فينتورا (مواليد 1888) ممثلة فرنسية.